# Аллегани
Аллега́ни (індіан. Alleghani — безкінечні гори) — гори на Сх. США, східна частина Аппалачів.
Простяглись від Пенсільванії на північному сході до Вірджинії на Пд. Зх через штати Меріленд та Західна Вірджинія.
Вис. 600—1350 м (макс. 1 481 м) над р. м.
А. глибоко розчленовані річками (системи Огайо та ін.). Схили гір до висота 1 000 м вкриті широколистими лісами, вище — мішаними і хвойними. Великі, поклади кам. вугілля.